# Allinges
Allinges este o comună în departamentul Haute-Savoie din sud-estul Franței. În 2009 avea o populație de 3.872 de locuitori.

## Evoluția populației
| An        | 1975  | 1982  | 1990  | 1999  | 2006  | 2009  |
| --------- | ----- | ----- | ----- | ----- | ----- | ----- |
| Populație | 1.576 | 2.098 | 2.627 | 3.021 | 3.472 | 3.872 |